# 无盖耳蕨
无盖耳蕨（学名：Polystichum gymnocarpium）为鳞毛蕨科耳蕨属下的一个种。

## 扩展阅读
- 維基物種上的相關：无盖耳蕨